# Antidesma montanum
Antidesma montanum är en emblikaväxtart som beskrevs av Carl Ludwig von Blume. Antidesma montanum ingår i släktet Antidesma och familjen emblikaväxter.

## Underarter
Arten delas in i följande underarter:
- A. m. microphyllum
- A. m. montanum
- A. m. salicinum
- A. m. wallichii

## Bildgalleri

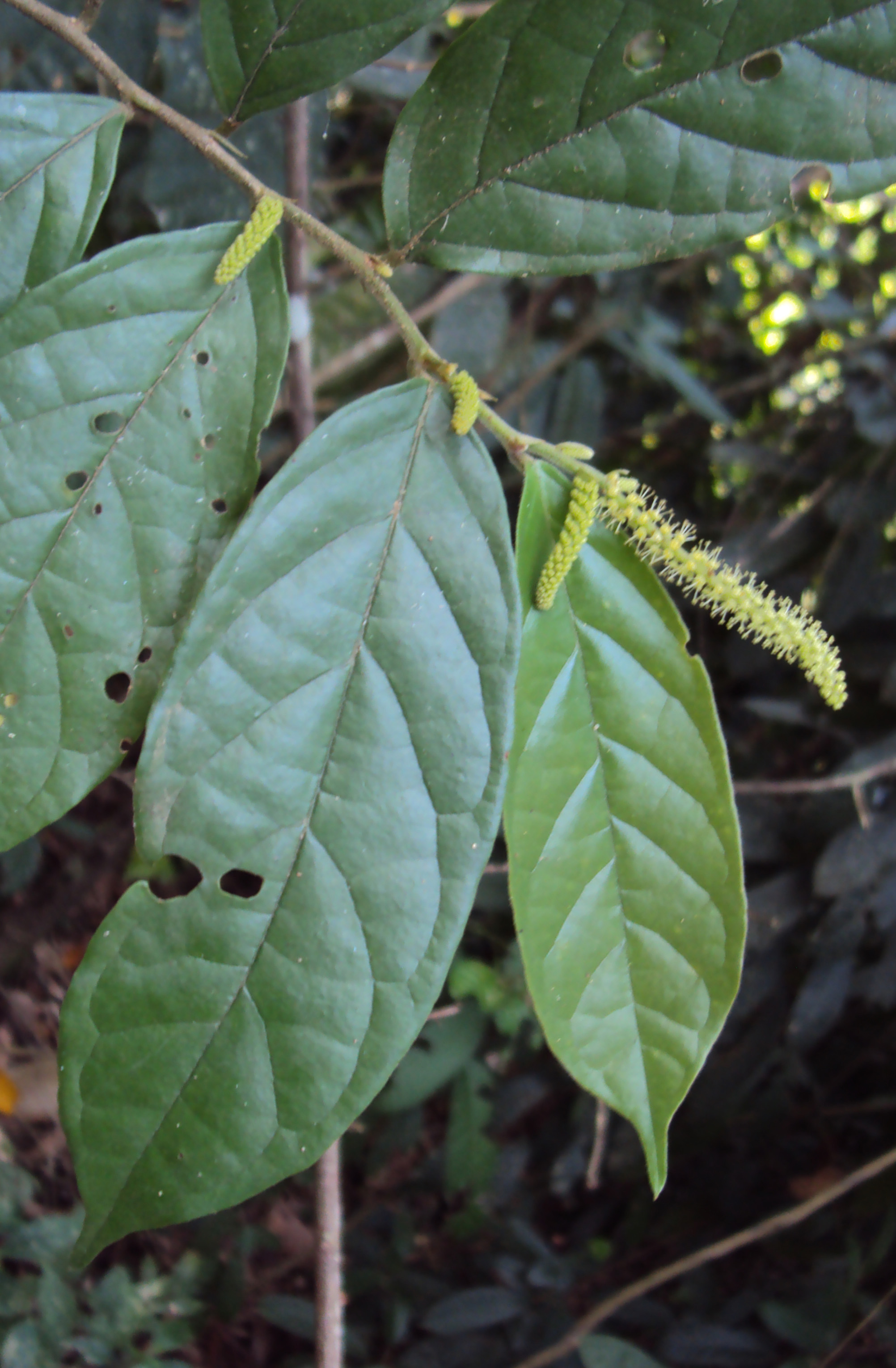
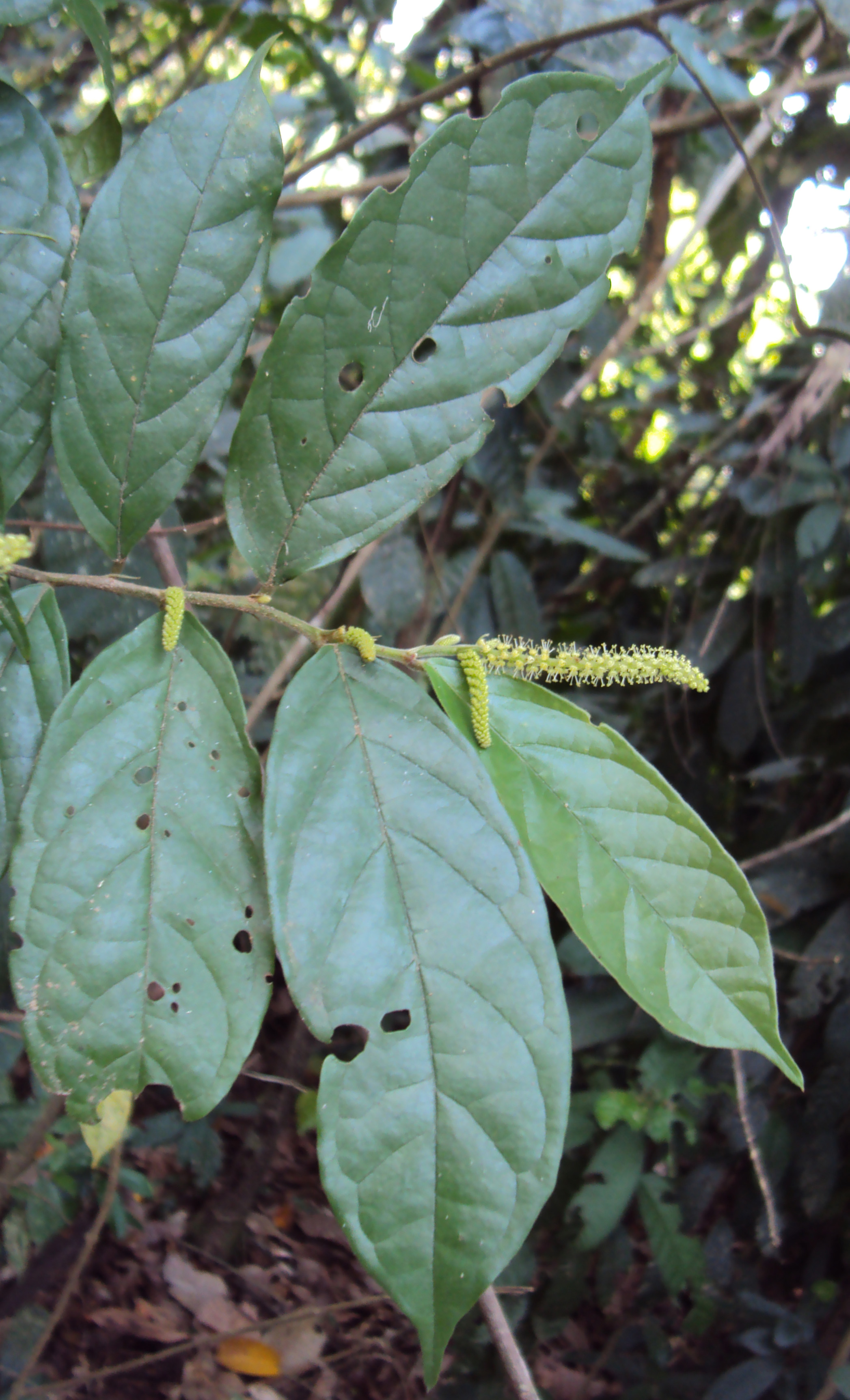
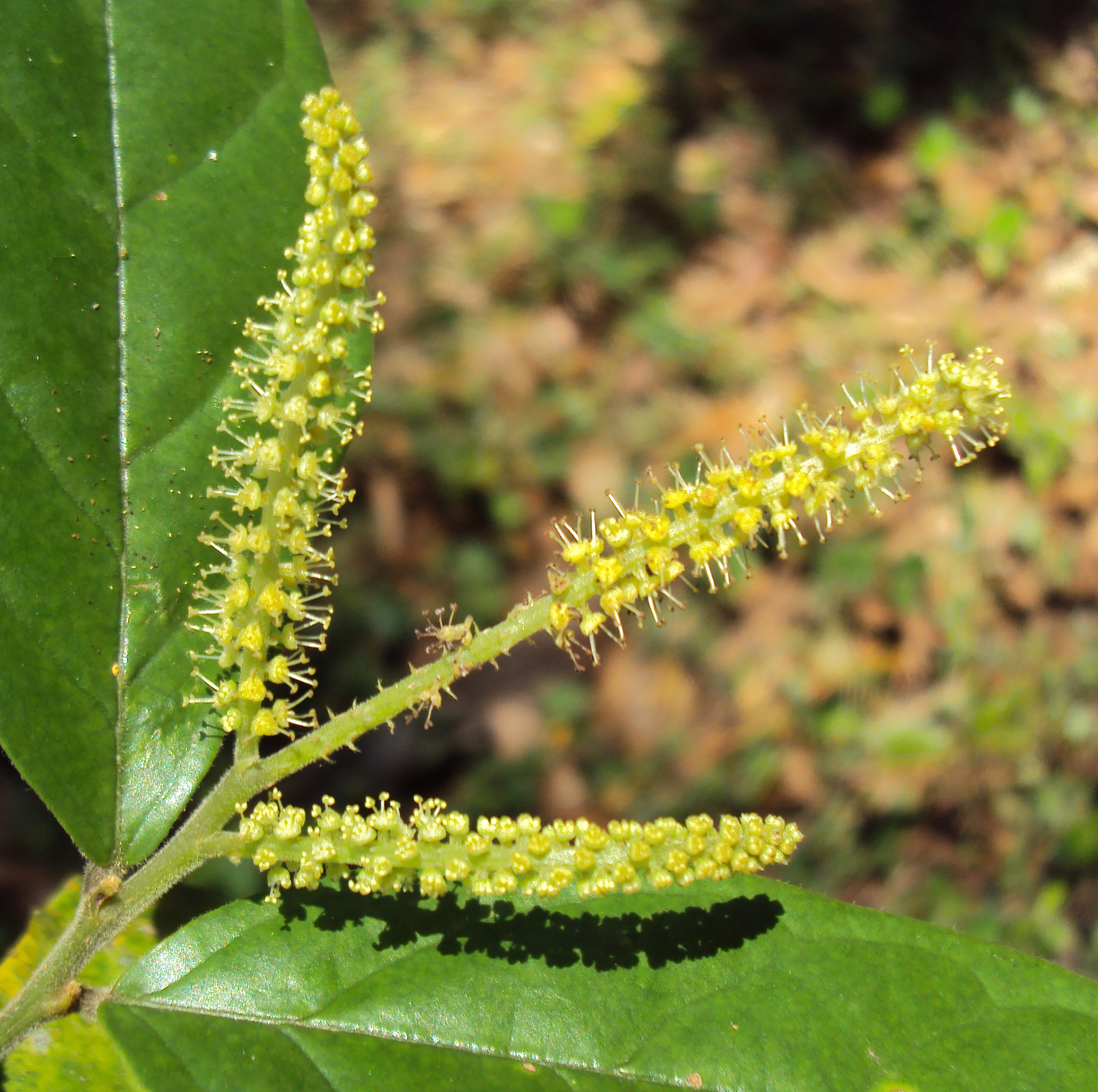
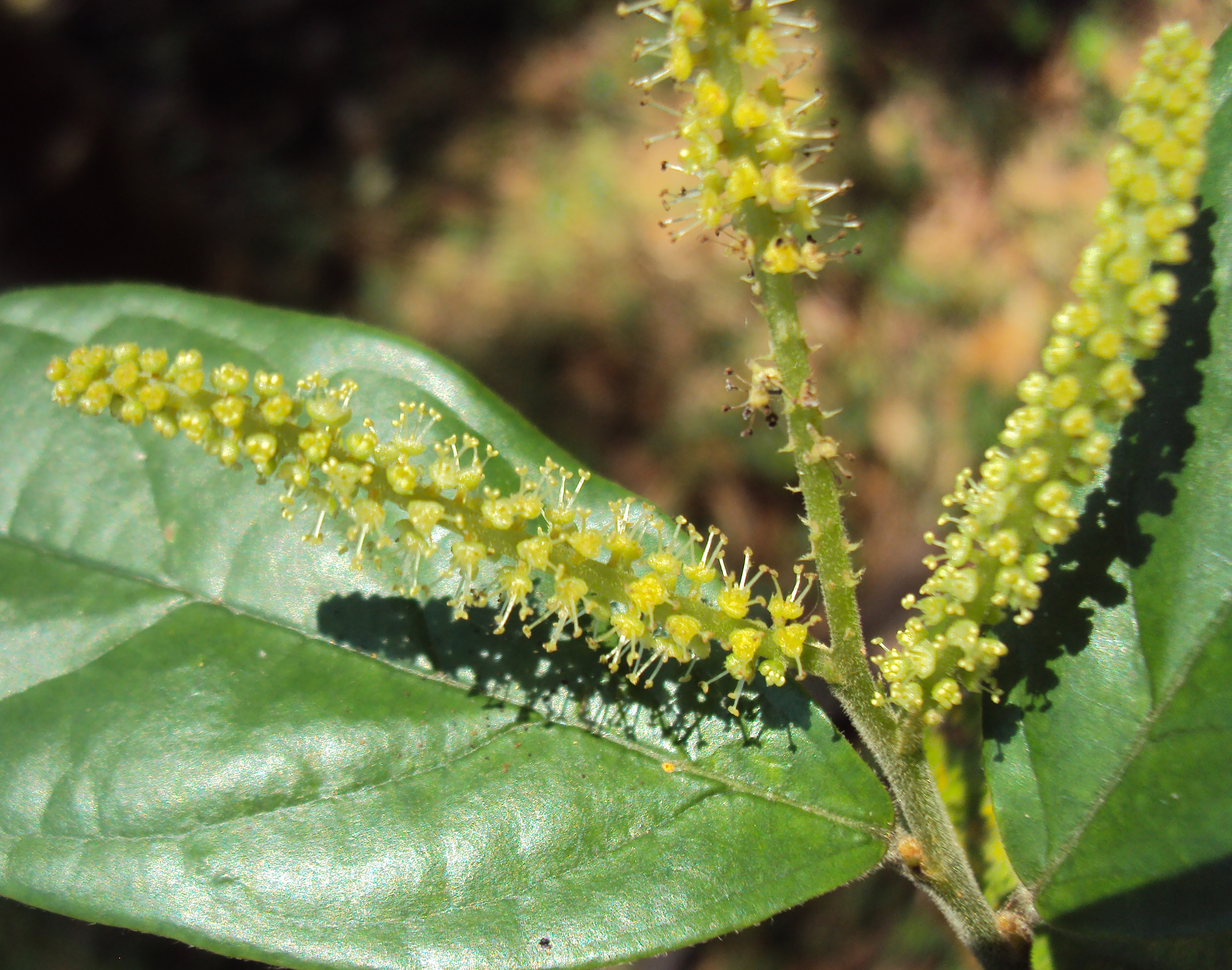
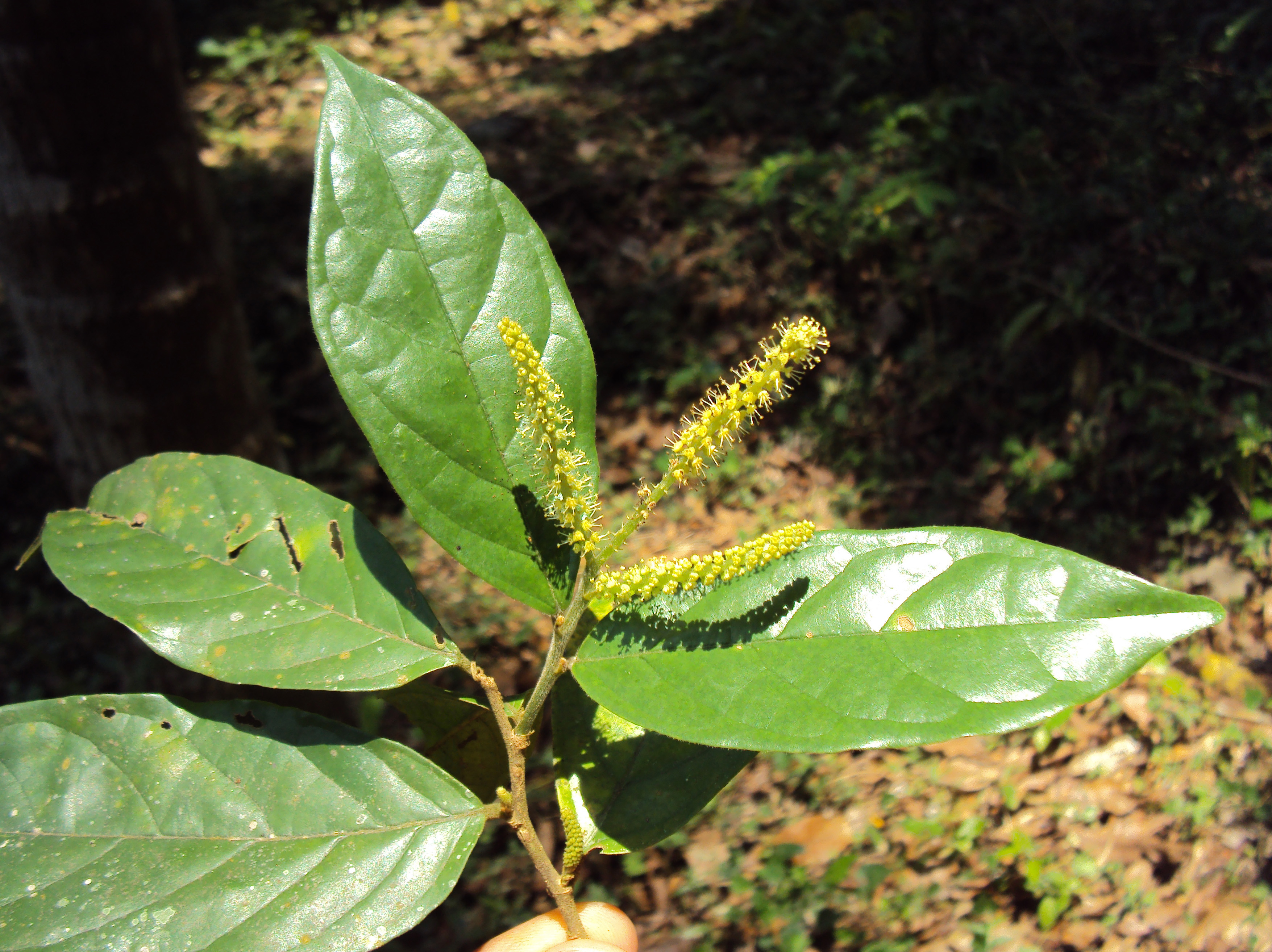
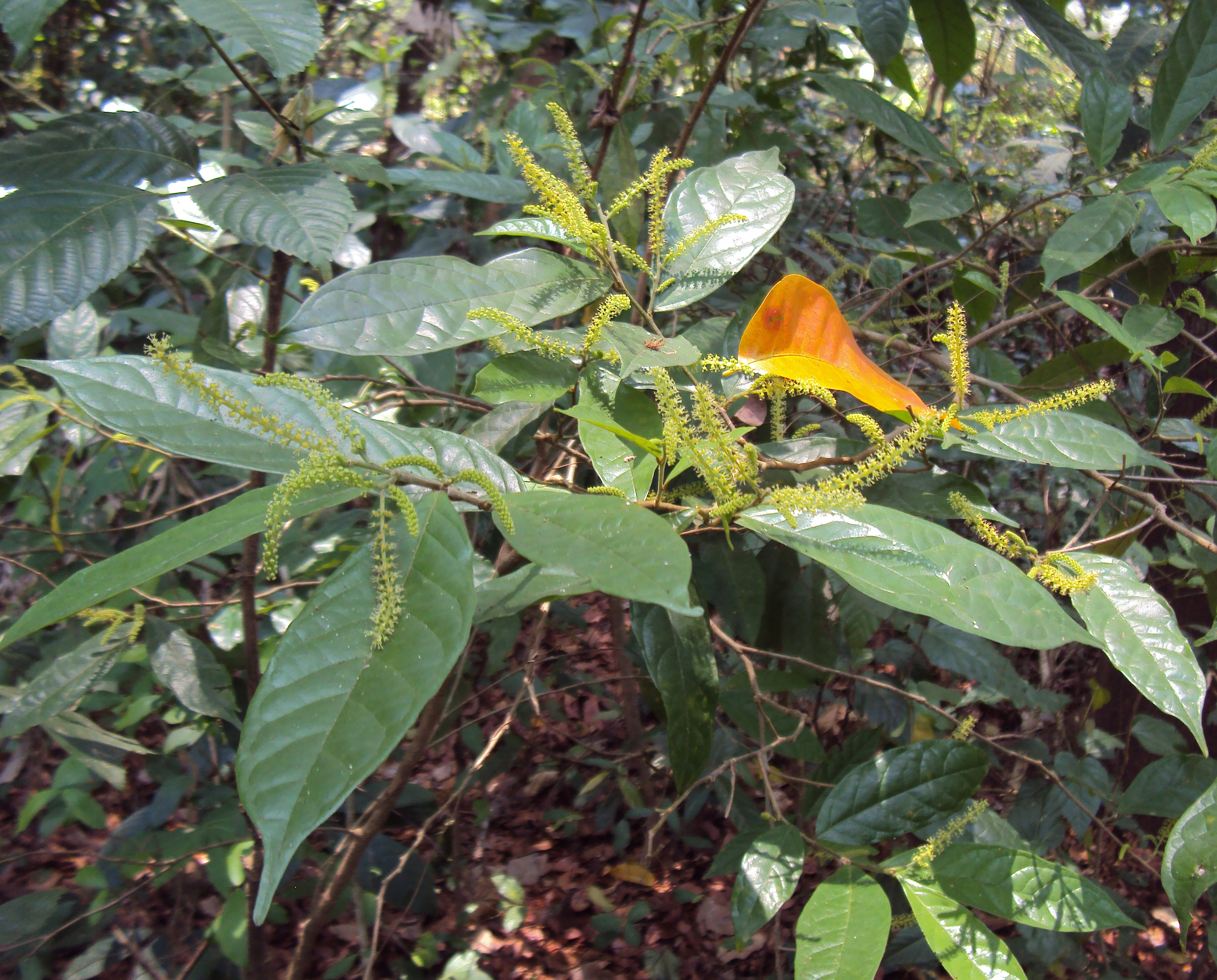